# ジョン・オニール (第3代オニール子爵)
第3代オニール子爵ジョン・ブルース・リチャード・オニール（John Bruce Richard O'Neill, 3rd Viscount O'Neill、1780年12月30日 – 1855年2月12日）は、イギリスの政治家、陸軍の軍人、アイルランド貴族。政治家としてはトーリー党、のち保守党に属し、庶民院議員、アイルランド貴族代表議員を務めたが、庶民院では登院がまばらであり、就任宣誓を忘れたまま投票しようとしたこともあった。軍人としての最終階級は大将。

## 生涯
初代オニール子爵ジョン・オニールと妻ヘンリエッタ（1756年ごろ – 1793年9月3日、ダンガーヴァン子爵チャールズ・ボイルの娘）の息子として、1780年12月30日にシェイン城で生まれた。1793年から1796年までイートン・カレッジで教育を受けた。
1799年10月10日にエンサイン（歩兵少尉）としてコールドストリームガーズに入隊、1800年5月13日に中尉への辞令を購入して昇進した。1804年5月5日、第18軽竜騎兵連隊の大尉に昇進した。1807年8月8日、第19軽竜騎兵連隊の少佐への辞令を購入して昇進した。1808年4月26日にChasseurs Britanniquesの中佐に昇進、1810年3月31日に第19軽竜騎兵連隊に転じた。1814年6月4日、大佐への名誉昇進辞令を得た。1816年7月11日、コールドストリームガーズに転じた。その後、1825年5月27日に少将、1838年6月28日に中将、1854年6月20日に大将への名誉昇進辞令を得た。
1802年イギリス総選挙にあたり、兄にあたる初代オニール伯爵チャールズ・オニールはジョンのアントリム選挙区での立候補を目指し、1801年9月にダブリン政府の支持を求めた。このとき、老齢の現職議員ジョン・ステイプルズが引退を発表しており、オニールのほかにはウィリアム・スケッフィントン閣下（Hon. William Skeffington）が立候補を検討していた。ダブリン政府はアントリム選挙区への直接的な影響力がほとんどなかったが、スケッフィントンが当選する可能性は低いと判断し、実際にスケッフィントンは選挙直前に撤退した。これによりオニールは無投票で庶民院議員に当選、以降オニール伯爵家と有力者のハートフォード侯爵家が手を組んだこともあり、エドワード・マイケル・パケナム閣下（1807年）、第2代準男爵サー・ヘンリー・ヴェイン＝テンペスト（1812年）、ベルファスト伯爵（1820年）など多くの人物が立候補を検討しては撤退し、オニールは1806年、1807年、1812年、1818年、1820年、1826年の総選挙において無投票で再選した。
庶民院では兄に従い、トーリー党内閣を支持したが、登院がまばらで発言もほとんどなかった。1811年4月に年収365ポンド相当の閑職であるダブリン城代（Constable of Dublin Castle）に任命され、1855年に死去するまで務めた。登院回数の少なさのあまり、ダブリン城代任命に伴う出直し選挙（1811年5月）で再選した後、就任宣誓を忘れてしまい、1812年4月に投票しようとしたときにようやく発覚した。政見ではカトリック解放と1800年合同法廃止に反対した。
1830年イギリス総選挙でハートフォード侯爵家の支持する現職議員エドモンド・アレグザンダー・マクナーテンが引退し、侯爵家が有力候補を出せないでいると、オニール伯爵は直ちに政敵だったドニゴール侯爵家に寝返り、両家の候補が選挙戦でハートフォード侯爵家を破った。このうち、オニールは839票（得票数1位）だった。首相ウェリントン公爵はオニール伯爵家がカトリック解放を支持しないばかりか、登院もせずにアントリム県で野党活動をしていると怒り、オニール伯爵をアイルランド郵政長官から解任したが、オニールは病気で登院できなかったと釈明し、ダブリン城代の解任を免れた。その後、ベルファストでの人気取りのために第1回選挙法改正賛成に回り、1831年イギリス総選挙において無投票で再選した。1832年イギリス総選挙では1,719票（得票数1位）で再選し、1835年と1837年の総選挙では無投票で再選した。
1841年3月25日に兄にあたる初代オニール伯爵チャールズ・オニールが死去すると、オニール伯爵位は廃絶したが、従属爵位であるオニール子爵位は弟のジョン・オニールが継承した。
1843年1月31日にアイルランド貴族代表議員に当選、1855年に死去するまで務めた。
1855年2月12日に痛風とインフルエンザによりシェイン城で死去した。生涯未婚であり、爵位はすべて廃絶、遺産は祖父の兄の娘の曽孫にあたるウィリアム・チチェスターが相続した。ウィリアムは相続に伴い姓をオニールに改め、1868年にオニール男爵に叙された。